# Alfredstal
Alfredstal ist ein Ortsteil der Gemeinde Obermarchtal im Alb-Donau-Kreis in Baden-Württemberg. Die Einzelsiedlung, die vermutlich um 1900 entstand, liegt circa einen Kilometer nördlich von Obermarchtal an einem Kraftwerkskanal der Donau.

## Sehenswürdigkeiten

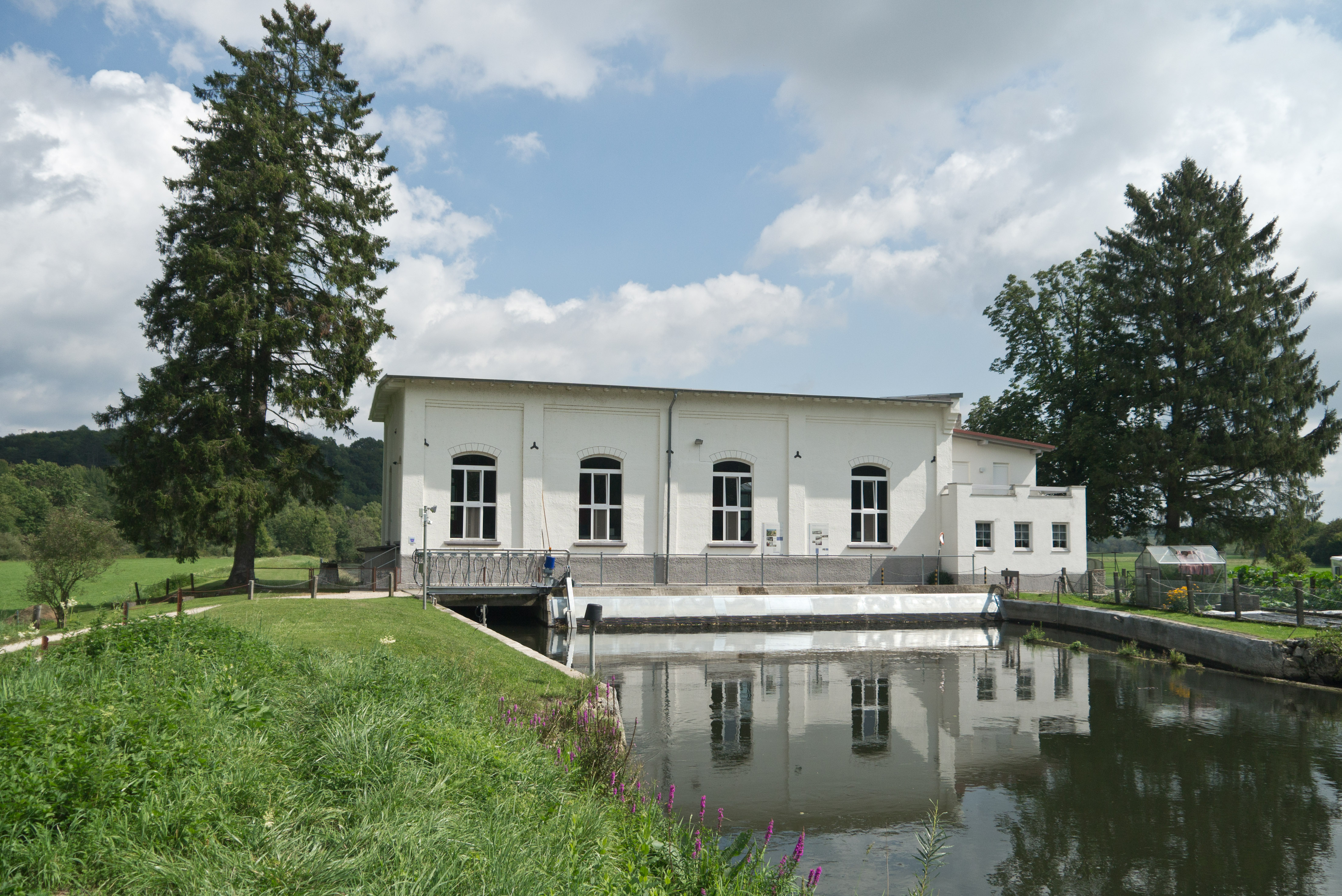
Wasserkraftanlage Alfredstal

- Kraftwerk Alfredstal, technisches Kulturdenkmal